# Pseudomertensia sericophylla
Pseudomertensia sericophylla är en strävbladig växtart som först beskrevs av Harald Harold Udo von Riedl, och fick sitt nu gällande namn av Y.J. Nasir. Pseudomertensia sericophylla ingår i släktet Pseudomertensia och familjen strävbladiga växter. Inga underarter finns listade i Catalogue of Life.